# James Brister
James Brister (né en 1999) est un coureur cycliste australien. Spécialisé dans les disciplines de vitesse sur piste, il a notamment remporté une manche de Coupe du monde en 2018-2019.

## Palmarès

### Championnats du monde
| Édition / Épreuve          | Keirin | Vitesse par équipes |
| Montichiari 2017 (juniors) | Bronze | Bronze              |

### Coupe du monde
- 2018-2019
  - 1er de la vitesse par équipes à Hong Kong (avec Matthew Richardson et Thomas Clarke)
  - 2e de la vitesse individuelle à Hong Kong

### Championnats d'Océanie
| Édition / Épreuve           | Keirin | Vitesse individuelle | Vitesse par équipes |
| Invercargill 2016 (juniors) | Bronze | Argent               | Argent              |
| Brisbane 2022               |        |                      | Bronze              |
| Brisbane 2023               | Argent |                      | Bronze              |

### Championnats d'Australie
- 2017
  -  Champion d'Australie du keirin juniors
- 2018
  - 3e de la vitesse par équipes
- 2019
  - 2e du keirin
  - 2e de la vitesse individuelle
- 2022
  -  Champion d'Australie de vitesse par équipes
- 2023
  -  Champion d'Australie de vitesse par équipes
  - 3e de la vitesse individuelle